# Ben Zion Zukerman
Ben Zion Zukerman (również Ben Zion Zuckerman, Bencion Cukierman) (ur. 1890 w Wilnie, zm. 1944 w Samarkandzie) – polski malarz pochodzenia żydowskiego.

## Życiorys
Od 1906 do 1910 studiował w Wileńskiej Szkole Rysunku, a następnie kontynuował naukę w Berlinie. Około 1913–1914 przebywał w Paryżu i uczył się w École nationale supérieure des beaux-arts oraz pobierał lekcje u Fernanda Cormona, sponsorem pobytu był baron Rothschild, który kupił jego dzieła. W latach 1917–1919 Zukerman mieszkał w Petersburgu, w Moskwie, później powrócił do Wilna. Ben Zion był członkiem różnych towarzystw artystycznych w Wilnie, Petersburgu i Krakowie. W 1919 i 1923–1927 odwiedził Jerozolimę, a stamtąd podróżował do Egiptu i południowej Europy. W jego twórczości dominują cechy impresjonizmu i postimpresjonizmu. Malował pejzaże, portrety, martwe natury, wnętrza i tworzył rysunki tuszem indyjskim. W Paryżu stworzył ilustracje dla żydowskiego magazynu o sztuce Machmadim, w latach 1917–1919 zaprojektował album żydowskiej sztuki ludowej skompilowany przez S. An-skiego (niepublikowany) w Moskwie i zilustrował czasopismo dla dzieci wydawane w języku jidysz Green Trees opublikowane w Wilnie. Indywidualne wystawy jego prac odbyły się w Paryżu, Wilnie, Moskwie i Kownie, wystawiał też w Warszawie, Krakowie i Lwowie.